# Goemanoidy v Koroljove
Goemanoidy v Koroljove (Russisch: Гуманоиды в Королёве, Nederlands: Humanoïden in Koroljov) is een Russische bewerking van de Amerikaanse televisieserie 3rd Rock from the Sun. De serie werd slecht ontvangen en stopte al na één seizoen.

## Plot
Een groep van vier buitenaardse wezens wordt op de aarde gestationeerd om het volk dat er woont te bestuderen. Terwijl ze proberen te integreren in de maatschappij, lopen ze verschillende problemen tegen het lijf, die ze moeten zien te overwinnen.

## Cast
| Acteur                       | Personage        | Opmerkingen                     |
| ---------------------------- | ---------------- | ------------------------------- |
| Valeri Garkalin              | German Belov     | Originele versie: Dick Solomon  |
| Anastasia Sjoenina-Machonina | Natasja Belova   | Originele versie: Sally Solomon |
| Sergej Melkonjan             | Flarden Belov    | Originele versie: Tommy Solomon |
| Dmitri Nikoelin              | Garik Belov      | Originele versie: Harry Solomon |
| Tatjana Vasiljeva            | Jelena Babina    | Originele versie: Mary Albright |
| Zigansjina Era               | Klara Arkadjevna |                                 |
| Natalja Seliverstova         | Oksana           |                                 |
| Margarita Movsesjan          | Ksenia           |                                 |